# Bō: Path of the Teal Lotus
Bō: Path of the Teal Lotus — пригодницька гра у жанрі платформеру, розроблена Squid Shock Studios і видана Humble Games. 17 липня 2024 року гра стала доступною для Microsoft Windows, Nintendo Switch, PlayStation 5 і Xbox Series X/S.

## Розробка
На початку 2021 року креативний директор Крістофер Стейр розпочав гру як сольний розробник на рушію Unity. Незабаром приєднався Тревор Янґквіст як провідний програміст гри. Було оголошено, що Мілтон Ґуасті, провідний розробник AM2R, буде дизайнером гри. Гру було вперше представлено під час кампанії на Kickstarter у лютому 2022 року, Squid Shock зібрала 174 999 доларів США від майже 4000 спонсорів. Однією з досягнутих цілей був порт гри на Nintendo Switch.
Повноцінний анонс Bō: Path of the Teal Lotus відбувся під час прямої трансляції Humble Games Showcase у травні 2023 року. Гру також продемонстрували на Gamescom у серпні того ж року. У лютому 2024 року компанії оголосили датою виходу 17 липня.